# Josh Green
Joshua "Josh" Benjamin Green (Sydney, 16 de novembro de 2000) é um jogador australiano de basquete profissional que atualmente joga no Charlotte Hornets da National Basketball Association (NBA).
Ele jogou basquete universitário pela Universidade do Arizona e foi selecionado pelo Dallas Mavericks como a 18º escolha geral no draft da NBA de 2020.
Green fez parte da Seleção Australiana que ganhou a medalha de bronze nas Olimpíadas de 2020.

## Início da vida
Green nasceu em Sydney, filho da mãe australiana Cahla e do pai americano Delmas. Seus pais se conheceram enquanto ambos jogavam basquete semiprofissional na Austrália. O casal decidiu criar uma família no noroeste de Sydney, onde Josh começou a jogar basquete aos cinco anos de idade, quando sua mãe começou a treiná-lo. Além do basquete, Green tentou uma variedade de esportes e se destacou no futebol australiano, atletismo, rúgbi, futebol e natação. Aos 10 anos, ele foi selecionado para representar seu estado natal, Nova Gales do Sul, em nove esportes diferentes.
Green também foi um prodigioso jogador de futebol australiano quando era mais jovem, enquanto jogava localmente no Westbrook Bulldogs e regularmente assistia aos jogos em casa do Sydney Swans com seu pai. Tal era seu talento no futebol australiano, que os Swans e o Greater Western Sydney Giants lhe ofereceram uma vaga em suas academias de desenvolvimento. Aos 13 anos, Green aceitou uma oferta para se juntar à academia dos Giants. No entanto, ele foi forçado a abandonar o futebol australiano depois que a família se mudou para Phoenix, Arizona, em novembro de 2014.

## Carreira no ensino médio
Enquanto estava em Sydney, Green frequentou a The King's School em Parramatta e dominou tanto o cenário local de basquete que foi selecionado para representar o time estadual sub-16 de Nova Gales do Sul aos 13 anos. Mais tarde naquele ano, a família Green se mudou para Phoenix, Arizona, e em 2015, Josh se matriculou na Mountain Ridge High School, onde impressionou.
Em 2017, ele se transferiu para a IMG Academy na Flórida e se tornou um prospecto de recrutamento de cinco estrelas. No jogo final de sua carreira no ensino médio, Green levou a IMG ao título nacional com uma vitória de 65-55 sobre La Lumiere e foi posteriormente nomeado MVP do jogo.

### Recrutamento
Green foi considerado um dos melhores jogadores na classe de recrutamento de 2019 pela 247Sports, Rivals e ESPN. Em 4 de outubro de 2018, Green se comprometeu a jogar pela Universidade do Arizona.

## Carreira universitária
Em seu segundo jogo universitário, Green marcou 20 pontos quando o Arizona venceu Illinois por 90–69. Green teve médias de 12,0 pontos, 4,6 rebotes, 2,6 assistências e 1,5 roubos de bola como calouro, enquanto acertou 36,1% da faixa de três pontos. Após a temporada, ele se declarou para o draft da NBA de 2020.

## Carreira profissional

### Dallas Mavericks (2020–2024)
Green foi selecionado pelo Dallas Mavericks como a 18ª escolha no draft da NBA de 2020. Ele assinou um contrato de 4 anos e US$13.6 milhões com o Mavericks em 30 de novembro de 2020. Em 23 de dezembro, Green fez sua estreia na NBA e marcou dois pontos em uma derrota por 106–102 para o Phoenix Suns. Em 18 de fevereiro de 2021, Green recebeu sua primeira designação para o Salt Lake City Stars da G-League. O Mavericks se classificou para a pós-temporada, mas foi eliminado na primeira rodada pelo Los Angeles Clippers. Green jogou quatro minutos no total durante a série de sete jogos.
Em 27 de dezembro de 2021, Green teve 10 assistências, o recorde da carreira, em uma vitória por 132-117 contra o Portland Trail Blazers. Em 7 de janeiro de 2022, ele marcou 17 pontos, o recorde da temporada, em uma vitória por 130-106 sobre o Houston Rockets. Dois dias depois, ele superou seu recorde da temporada ao marcar 18 pontos em uma vitória por 113-99 sobre o Chicago Bulls. Em 21 de abril de 2022, durante a série de playoffs da primeira rodada contra o Utah Jazz, Green registrou 12 pontos, três rebotes, seis assistências e dois roubos de bola em uma vitória por 126-118 no Jogo 3. Os Mavericks venceram sua primeira série de playoffs e chegaram às finais da Conferência Oeste, ambos pela primeira vez desde 2011. No entanto, eles caíram para os campeões, Golden State Warriors, em cinco jogos.
Em 20 de novembro de 2022, Green marcou 23 pontos em uma derrota por 98–97 para o Denver Nuggets. Em 9 de dezembro, durante uma derrota por 106–105 para o Milwaukee Bucks, ele sofreu uma lesão no cotovelo. Ele perdeu vinte jogos seguidos antes de retornar à escalação em 18 de janeiro de 2023, marcando nove pontos em uma derrota por 130–122 para o Atlanta Hawks. Em 6 de fevereiro de 2023, Green marcou 29 pontos, o recorde de sua carreira, em uma vitória por 124–111 sobre o Jazz.
Em 23 de outubro de 2023, Green assinou uma extensão de três anos e US$ 41 milhões com os Mavericks. Green ajudou a equipe a chegar às finais da NBA de 2024, onde perderam para o Boston Celtics em cinco jogos.

### Charlotte Hornets (2024–presente)
Em 6 de julho de 2024, Green foi negociado pelos Mavericks para o Charlotte Hornets em uma troca de seis equipes que também incluiu o Philadelphia 76ers, Golden State Warriors, Denver Nuggets e Minnesota Timberwolves, que se tornou a primeira transação de seis equipes da NBA.

## Carreira na seleção
Green foi nomeado no elenco de 24 homens selecionados para representar a Seleção Australiana nas Eliminatórias para a Copa do Mundo contra o Catar e o Cazaquistão em setembro de 2018. No entanto, um rompimento do lábio no ombro direito o impediu de fazer sua estreia internacional. 
Green fez sua estreia sênior pela Austrália na primeira rodada das Olimpíadas de 2020 contra a Nigéria e ajudou seu país a obter sua primeira medalha olímpica no basquete masculino, derrotando a Eslovênia no jogo da medalha de bronze.

## Estatísticas da carreira

### NBA

#### Temporada regular
| Ano      | Equipe   | PJ  | PT | MPJ  | AP   | 3P   | LL   | RT  | AS  | BR | TO | PPJ |
| -------- | -------- | --- | -- | ---- | ---- | ---- | ---- | --- | --- | -- | -- | --- |
| 2020–21  | Dallas   | 39  | 5  | 11.4 | .452 | .160 | .565 | 2.0 | .7  | .4 | .1 | 2.6 |
| 2021–22  | Dallas   | 67  | 3  | 15.5 | .508 | .359 | .689 | 2.4 | 1.2 | .7 | .2 | 4.8 |
| 2022–23  | Dallas   | 60  | 21 | 25.7 | .537 | .402 | .723 | 3.0 | 1.7 | .7 | .1 | 9.1 |
| 2023–24  | Dallas   | 57  | 33 | 26.4 | .479 | .385 | .684 | 3.2 | 2.3 | .8 | .2 | 8.2 |
| Carreira | Carreira | 223 | 62 | 19.7 | .494 | .326 | .665 | 2.6 | 1.4 | .6 | .1 | 6.1 |

#### Playoffs
| Ano      | Equipe   | PJ | PT | MPJ  | AP   | 3P   | LL   | RT  | AS  | BR | TO | PPJ |
| -------- | -------- | -- | -- | ---- | ---- | ---- | ---- | --- | --- | -- | -- | --- |
| 2021     | Dallas   | 1  | 0  | 4.2  | —    | —    | —    | .0  | .0  | .0 | .0 | .0  |
| 2022     | Dallas   | 16 | 0  | 7.6  | .286 | .227 | .250 | .8  | .4  | .3 | .0 | 1.4 |
| 2024     | Dallas   | 22 | 0  | 18.1 | .424 | .390 | .737 | 2.5 | 1.0 | .8 | .1 | 5.0 |
| Carreira | Carreira | 39 | 0  | 9.9  | .355 | .308 | .493 | 1.0 | .4  | .3 | .0 | 2.1 |

### Universidade
| Ano     | Equipe  | PJ | PT | MPJ  | AP   | 3P   | LL   | RT  | AS  | BR  | TO | PPJ  |
| ------- | ------- | -- | -- | ---- | ---- | ---- | ---- | --- | --- | --- | -- | ---- |
| 2019–20 | Arizona | 30 | 30 | 30.9 | .424 | .361 | .780 | 4.6 | 2.6 | 1.5 | .4 | 12.0 |